# Gontran fiancé courageux
Pour plus de détails, voir Fiche technique et Distribution.
Gontran fiancé courageux est un film muet français réalisé par Lucien Nonguet, sorti en 1911.

## Fiche technique
- Titre original : Gontran fiancé courageux
- Réalisation Lucien Nonguet
- Scénario :
- Producteur :
- Société de production : Pathé Frères
- Société de distribution : Pathé Frères
- Pays d'origine :  France
- Langue : film muet avec les intertitres en français
- Métrage : 120 mètres
- Format : Noir et blanc — 35 mm — 1,33:1 — Muet
- Genre : Comédie
- Durée : 4 minutes
- Dates de sortie : 
  - France : 1911

## Distribution
- René Gréhan : Gontran